# Eckbach
Eckbach  er en flod i  den tyske delstat Rheinland-Pfalz, og en af Rhinens bifloder  fra venstre med en længde på 43 km. Den  har sit udspring i den nordlige del af Pfälzer Wald ved Carlsberg-Hertlingshausen og munder ud i Rhinen ved Bobenheim-Roxheim. 
49°36′31″N 8°24′07″Ø / 49.6085°N 8.4019°Ø